# Il 42º parallelo
Il 42º parallelo (titolo originale: The 42nd Parallel) è un romanzo scritto nel 1930 da John Dos Passos. Fa parte della U.S.A. trilogy, la quale comprende anche i successivi romanzi 1919 (1932) e The Big Money (1936).

## Origine del romanzo
(John Dos Passos, Il 42º parallelo)
Nel 1927 John Dos Passos si interessò al caso di Nicola Sacco e Bartolomeo Vanzetti pubblicando alcuni scritti per proclamare la loro innocenza, come fecero molti altri autori cosiddetti "impegnati" (un eufemismo usato negli Stati Uniti per indicare gli scrittori di idee comuniste o socialiste).
Nonostante l'impegno profuso, la sentenza capitale venne ugualmente applicata. Secondo Laura Browder «la futilità del linguaggio della corte, come anche l'inefficacia dei propri sforzi letterari per assicurare giustizia per i due anarchici, ha dimostrato di essere un punto di svolta per Dos Passos. Gli anarchici sono stati giustiziati il 23 agosto 1927, e in settembre Dos Passos ha iniziato a lavorare al primo volume della trilogia U.S.A.»

## Origine del titolo
Il 42º parallelo Nord, «una linea mitica sulle mappe che taglia attraverso il cuore degli Stati Uniti» è quello su cui si trova Chicago, città chiave del romanzo e località natale di Dos Passos. Il sociologo Pierre Saint-Arnaud osserva che si tratta anche della linea approssimativa che seguono le tempeste dalle Montagne Rocciose all'Atlantico, trovando un doppio simbolismo: gli americani dell'ovest e quelli dell'est sono legati da questa linea che attraversa il paese, e il movimento stesso dell'ovest verso l'est simboleggia la potenza affascinatrice del capitalismo industriale e delle sue promesse.
Questo parallelo delimita inoltre i confini tra gli stati di New York e Pennsylvania negli Stati Uniti orientali e tra California, Nevada e Utah a sud e Oregon e Idaho a nord negli Stati Uniti occidentali, attraversando le città di Medford (Oregon), Des Moines (Iowa), Detroit (Michigan), Cleveland (Ohio), Hartford (Connecticut), Providence (Rhode Island), Boston (Massachusetts).

## Struttura narrativa
La struttura narrativa del romanzo impiega una tecnica sperimentale, sviluppata su quattro livelli che si inframmezzano nel corpo dell'opera apparentemente senza un ordine preciso.
I romanzi della trilogia USA formano un polittico caleidoscopico costituito da ritratti, dialoghi casuali, dichiarazioni ufficiali, racconti, scene di costume, canzoni, titoli di giornali, biografie, descrizioni di ambiente, ritagli di stampa e digressioni dell'autore. Tutti questi elementi, alcuni documentati e altri immaginati, si combinano secondo un principio architettonico basato sul montaggio cinematografico, concetto sviluppato da Sergej Ėjzenštejn negli anni nei quali Dos Passos stava preparando USA.
Impressionato dal cineasta sovietico, poi conosciuto personalmente, e dalle sue pellicole, Dos Passos va a fare una applicazione fino ad allora inedita delle nuove tecniche cinematografiche applicate a un'opera letteraria, basata sul principio del montaggio, il conflitto e il contrappunto. La tecnica denominata camera eye, sviluppata dal regista sovietico Dziga Vertov con il kino-glaz (cine-occhio), e quella del cinegiornale permettono di considerare l'opera di Dos Passos come una delle contribuzioni più importanti allo sviluppo della letteratura giornalistica moderna. Secondo lo studioso Keith Booker, la trilogia «rappresenta l'esempio realizzato più pienamente di quello che gli scrittori e i critici proletari degli anni 1930 chiamavano il romanzo collettivo». Secondo Shelley Fisher Fishkin, «il successo di Dos Passos come scrittore immaginativo è arrivato quando è ritornato, nella finzione, a soggetti, temi e strategie prima esplorate come giornalista.»

### Romanzo tradizionale
Lo stile del romanzo tradizionale è stato impiegato per i personaggi immaginari, le cui vicende spesso si intersecano, con un'alternanza dei ruoli dei protagonisti. La vita dei personaggi vortica fuori controllo mentre cercano di affrontare argomenti tabù (promiscuità, omosessualità, gravidanze indesiderate, aborto e sifilide) in una società repressiva e puritana.
Questi capitoli non sono numerati.

### Biografie
Per nove personaggi reali presenti nel romanzo vi sono biografie sintetiche, presentate come «geremiadi poetiche in prosa» nello stile di Walt Whitman.
Secondo lo studioso Robert C. Rosen, «le biografie di U.S.A. sono fette di storia; i loro contesti più ampi sono allusi ma non enunciati apertamente. Per apprezzare pienamente le sfumature del linguaggio di Dos Passos, il significato dei suoi dettagli descrittivi, e la forza del suo sarcasmo, il lettore deve conoscere molta storia.».

### "Cine-giornale"
Il "cine-giornale", nell'originale newsreel, è una raccolta di titoli di prima pagina e frammenti di articoli dal Chicago Tribune. Il romanzo comprende 19 cine-giornali, indicati con numeri romani. Queste parti permettono una datazione precisa degli avvenimenti.

### "Occhio fotografico"
L'"occhio fotografico", nell'originale camera eye, presenta brevi impressioni autobiografiche scritte con la tecnica del flusso di coscienza già usato da James Joyce, nelle quali i paragrafi, a eccezione di quello iniziale, hanno la lettera iniziale minuscola, proprio per indicare una continuità di lettura.
Il romanzo comprende 27 occhi fotografici.

## I personaggi immaginari

### Mac
Al personaggio di Fenian "Fainy" McCreary, indicato nei titoli dei capitoli come "Mac", sono dedicati 8 capitoli.
Mac nasce a Middletown, Connecticut, dove il padre, invalido, lavora come guardiano notturno in una fabbrica e la madre come lavandaia. In seguito al licenziamento del padre e alla morte della madre, la famiglia si trasferisce a Chicago, dallo zio materno di Mac, Tim O'Hara, tipografo. Mac lavora nella tipografia dello zio per dieci anni, fino alla primavera del 1904, quando questa viene chiusa a causa dell'impegno politico di O'Hara. Mac viene quindi ingaggiato da un piccolo truffatore, il "Reverendo" Doc Bingham, che vende libri religiosi fasulli, adattabili a qualsiasi confessione, e stampa considerata pornografica per l'epoca.

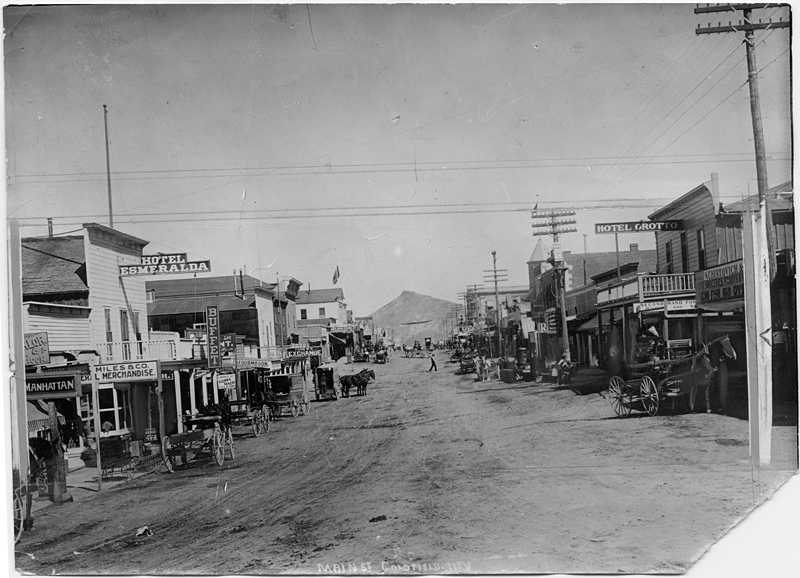
Goldfield, Nevada, 1904

Abbandonato Bingham in seguito all'intervento di un marito geloso e armato, Mac incontra George Hall, detto Ike, con il quale lavora per un mese nella località turistica di Mackinac Island, per guadagnare il denaro necessario a raggiungere la madre di Ike a Duluth. Qui scoprono che la madre di Ike si è trasferita a Buffalo, e decidono di imbarcarsi clandestinamente su un treno, nella speranza di raggiungere Seattle. Il treno però si dirige in Canada, a Winnipeg, dove i due trovano lavoro in un cantiere della ferrovia Canadian Pacific a Banff. Il 1º ottobre 1904 si trovano a Vancouver e da qui, in traghetto, si trasferiscono a Seattle. Sul traghetto conoscono due ragazze, Olive e Gladys, che con la promessa di una serata "romantica" li fanno ubriacare e li derubano. Mac e Ike, di nuovo sul lastrico, si impiegano in una compagnia di boscaioli, con un campo lungo lo Snake River, ma le condizioni di lavoro e di vita sono tali che dopo due giorni abbandonano il campo, imbarcandosi di nuovo su un treno merci a Baker City, con destinazione Portland. Qui non trovano lavoro e si spostano verso sud. A Salem Ike scopre di avere contratto la gonorrea, ma il medico al quale si rivolgono li scaccia dopo un sermone sui pericoli del peccato. Lungo la ferrovia Mac e Ike incontrano un vagabondo, accampato vicino a una cisterna d'acqua, in attesa che un treno merci si fermi per un rifornimento. Mac si addormenta nell'accampamento e non riesce a salire sul treno, perdendo per sempre di vista Ike.

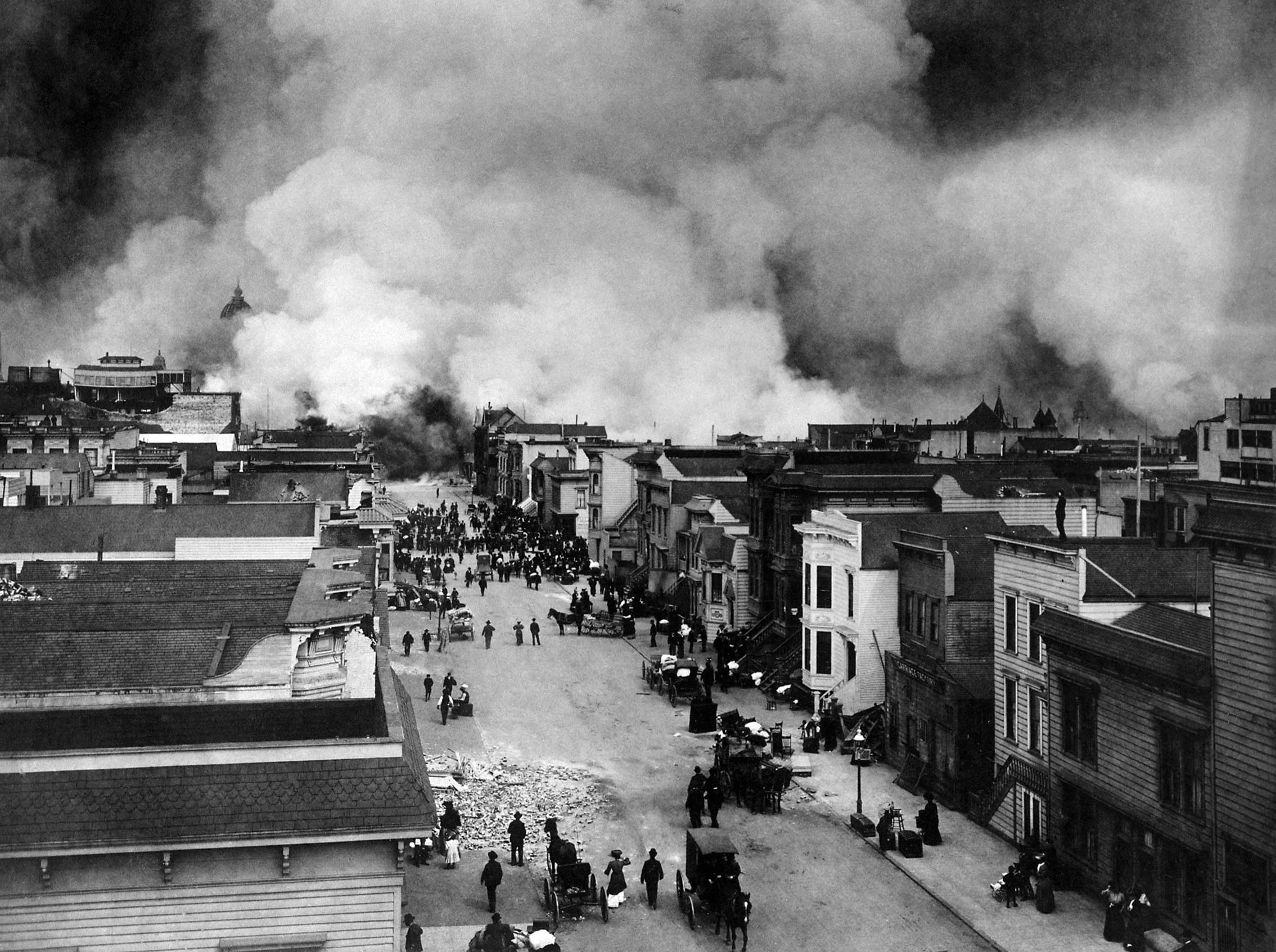
Il terremoto di San Francisco, 18 aprile 1906

Per il giorno del Ringraziamento Mike si trova a Sacramento, dove lavora abbastanza per comprarsi un abito nuovo e un biglietto per San Francisco, che raggiunge nel capodanno 1905. Qui trova lavoro nella tipografia di Bonello, un italiano già camicia rossa con Garibaldi e in seguito divenuto anarchico. In questo periodo Mac intreccia una relazione con Maisie, ma non può sposarla perché rimane disoccupato in seguito al terremoto di San Francisco del 18 aprile 1906 che distrugge la tipografia di Bonello. Nell'autunno Mac trova lavoro al Bulletin e inizia a parlare di matrimonio con Maisie, anche se non riesce a interessarla al socialismo. Nello stesso periodo, a una conferenza di Upton Sinclair, Mac incontra Fred Hoff, della IWW, che gli parla dello sciopero dei minatori a Goldfield, Nevada. Mac lascia quindi Maisie per andare a offrire la sua opera di tipografo ai minatori in rivolta.

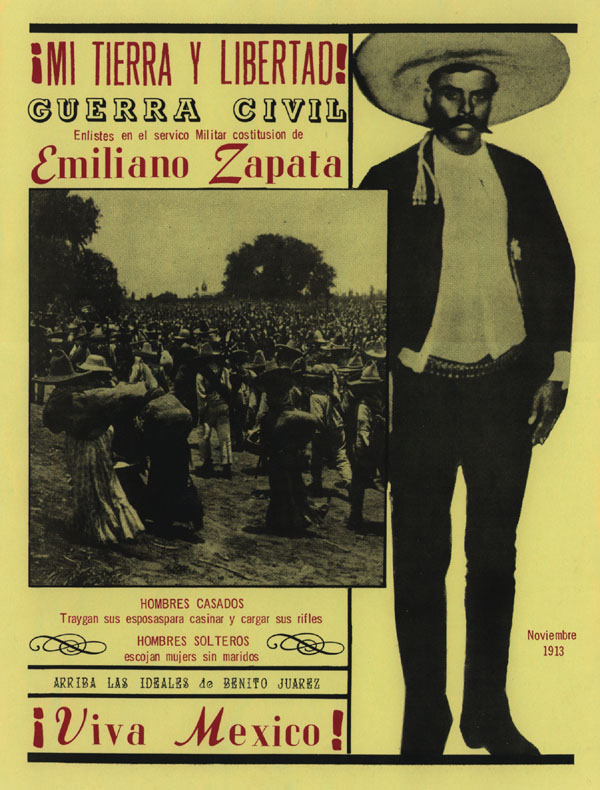
Manifesto per l'arruolamento nell'esercito di Emiliano Zapata, 1913

A Goldfield Mac trova un ambiente profondamente ostile verso gli scioperanti, che vivono in una abitazione collettiva ricavata sopra gli uffici e la tipografia del Nevada Workmen. Il 1º novembre Big Bill Haywood tiene un discorso nella città, e Mac riceve una lettera nella quale Maisie gli comunica di essere incinta. Nonostante le rimostranze di Fred Hoff, Mac lascia Goldfield per tornare a San Francisco, dove si sposa con Maisie. La coppia si trasferisce quindi a San Diego, dove Maisie dà alla luce Rose. In seguito alla nascita del secondo figlio, Ed, Mac si trova in condizioni economiche molto difficili, con Maisie che pretende di condurre una vita imborghesita e dispendiosa, contestandogli le sue idee socialiste. Il cognato Bill, speculatore immobiliare, offre loro un lussuoso bungalow a Los Angeles, ma Mac non riesce a trovare lavoro in quella città. Casualmente incontra Ben Evans, un sindacalista conosciuto a Goldfield, che lo informa sulla rivoluzione messicana in atto, e Mac si rammarica di avere famiglia e di non poter partecipare. Lo stesso giorno in cui i giornali riportano la notizia dell'assassinio di Francisco Madero a Città del Messico, 22 febbraio 1913, Mac riceve un telegramma dalla sorella Milly che gli annuncia la morte dello zio Tim, e preleva dalla banca i risparmi destinati alla scuola dei figli per contribuire al funerale. Maisie lo viene a scoprire e minaccia di chiedere il divorzio, al che Mac lascia la casa per andare in Messico a partecipare alla rivoluzione. Raggiunge Yuma, dove non si hanno notizie dei sollevamenti, e prosegue fino a El Paso, entrando in Messico a Juarez.
Mac rimane a Juarez fino a quando Venustiano Carranza assume la presidenza del Messico, nel maggio 1917, quindi decide di unirsi alle truppe di Emiliano Zapata. Dopo un viaggio di cinque giorni in treno raggiunge Città del Messico, dove incontra alcuni gringos pronti a difendere con le armi i loro presunti privilegi razziali e colonialisti. Mac trova lavoro al Mexican Herald e inizia una relazione con l'ex-amante di uno statunitense, Concha, rinunciando al suo originario progetto rivoluzionario e conducendo nuovamente una vita piccolo-borghese. Concha commenta: «Ogni povero, socialista, como no? ma quando diventa ricco, subito tutti molto capitalista». Ben Stowell, un promotore petrolifero che si trova a Città del Messico per cercare di concludere accordi con il governo, propone a Mac di lasciare il Mexican Herald ed entrare in società nella gestione di una libreria. Mac accetta, iniziando a condurre una vita sedentaria e pacifica, e in questo periodo la sua storia si intreccia con quella di J. Ward Moorehouse e di Janey, di passaggio a Città del Messico per cercare contatti d'affari. Dopo la caduta del governo di Carranza e all'approssimarsi di Villa e Zapata a Città del Messico, Mac fugge con Concha a Vera Cruz, dove si conclude la parte a lui dedicata.

### Janey
Al personaggio di Janey sono dedicati 4 capitoli.
Janey Williams, originaria di Georgetown, quartiere di Washington, viene da una famiglia "perbene" colma di pregiudizi: la madre le impedisce persino di socializzare con la ragazzina di colore che abita di fronte a casa loro.  Nell'adolescenza Janey si iscrive a una scuola di stenodattilografia, conducendo un'esistenza molto tranquilla. Il fratello Joe, al quale è molto legata, è invece estremamente vivace e, per questo, viene spesso picchiato dal padre. Janey è segretamente innamorata di Alec, amico di Joe, ma questo muore in un incidente stradale e Joe decide di lasciare la famiglia per arruolarsi in marina. Janey trova invece lavoro come segretaria, insieme con l'amica Alice, presso la signora Robinson, stenografa pubblica nel Riggs Building, e quindi nello studio di Dreyfuss e Carroll, avvocati specializzati in brevetti con lo studio nello stesso edificio. Nel 1914, dopo la morte del padre, lascia la casa di famiglia e condivide un appartamento con Alice. Nel frattempo il fratello Joe diserta dalla marina, la incontra brevemente a Washington e quindi prosegue per New York, in cerca di un altro imbarco.
Durante il secondo anno di guerra (1915) l'avvocato Carroll lascia lo studio legale interamente a Dreyfuss, di tendenze filogermaniche. Janey inizia a non sopportare l'ambiente e cerca un altro lavoro. Dopo aver trascorso alcuni mesi di disoccupazione, il 15 gennaio 1916 Janey riceve una telefonata da Alice che le segnala una richiesta temporanea per una stenografa. Janey accetta ed entra in contatto con G.H. Barrow, il sindacalista. Barrow la lascia nella sua camera d'albergo a trascrivere alcuni discorsi, quindi si fa raggiungere in un altro albergo dove Moorehouse ha bisogno dei suoi servizi. Il giorno successivo Janey fa in modo di lavorare nuovamente per Ward e, al termine del suo turno, il maggiordomo comunica a Ward che miss Rosenthal, la segretaria, si è rotta una gamba scivolando sul ghiaccio. Ward assume quindi Janey per rimpiazzarla, in vista di un viaggio in Messico.
Al ritorno dal Messico Janey si stabilisce a New York, presso la famiglia di Gladys Compton, una collega d'ufficio di religione ebraica. Il fratello Joe le scrive che il vapore sul quale era imbarcato, il Marchioness, è stato silurato e, mentre Janey comunica la notizia a Ward, interessato sugli sviluppi della guerra, sopraggiunge Eleanor Stoddard, che lo rimprovera per l'aspetto del suo ufficio. Ward incarica Eleanor di ridecorargli i locali: Janey non apprezza lo stile ("...bianco e nero, con tendine e tappezzeria di un buffo color vino"). Il Labor Day Janey lascia la casa dei Compton e si trasferisce più in centro, nell'appartamento dell'impiegata di un avvocato che ha lo studio vicino a quello di Ward. Nell'autunno Ward, pressato da problemi economici, prende l'abitudine di lavorare anche la domenica pomeriggio, assistito da Janey; durante uno di questi pomeriggi Gertrude, la moglie di Ward, fa irruzione nell'ufficio, rimproverandogli di frequentare Eleanor Stoddard e accusandolo di approfittarsi del denaro della famiglia Staple. Joe, nuovamente silurato sui Grandi Banchi di Terranova, è di passaggio a New York e ha un breve incontro con Janey, durante il quale le spiega la sua opinione sul fatto che la guerra sia solo una specie di accordo commerciale. Ward chiede a Janey di agire come prestanome per sottrarre parte delle sue attività ad una causa intentatagli dalla suocera, e Janey accetta.
La sua parte nel romanzo si conclude qui.

### J. Ward Moorehouse
Al personaggio di J. Ward Moorehouse sono dedicati 3 capitoli.
Johnny Ward Moorehouse nasce a Wilmington (Delaware), il 4 luglio. Terminate le scuole superiori, per far fronte alle difficoltà finanziarie della famiglia, trascorre l'estate facendo il rappresentante di libri in Delaware, Maryland e Pennsylvania, e concorre quindi per una borsa di studio all'Università della Pennsylvania. Nell'inverno del suo secondo anno all'università il padre si rompe un'anca scivolando sul ghiaccio e tenta di fare causa alla compagnia ferroviaria, ma viene licenziato perché ubriaco sul posto di lavoro, secondo le testimonianze fornite dai legali della compagnia. Johnny, ventenne, deve lasciare la scuola e trova lavoro presso un'agenzia immobiliare.

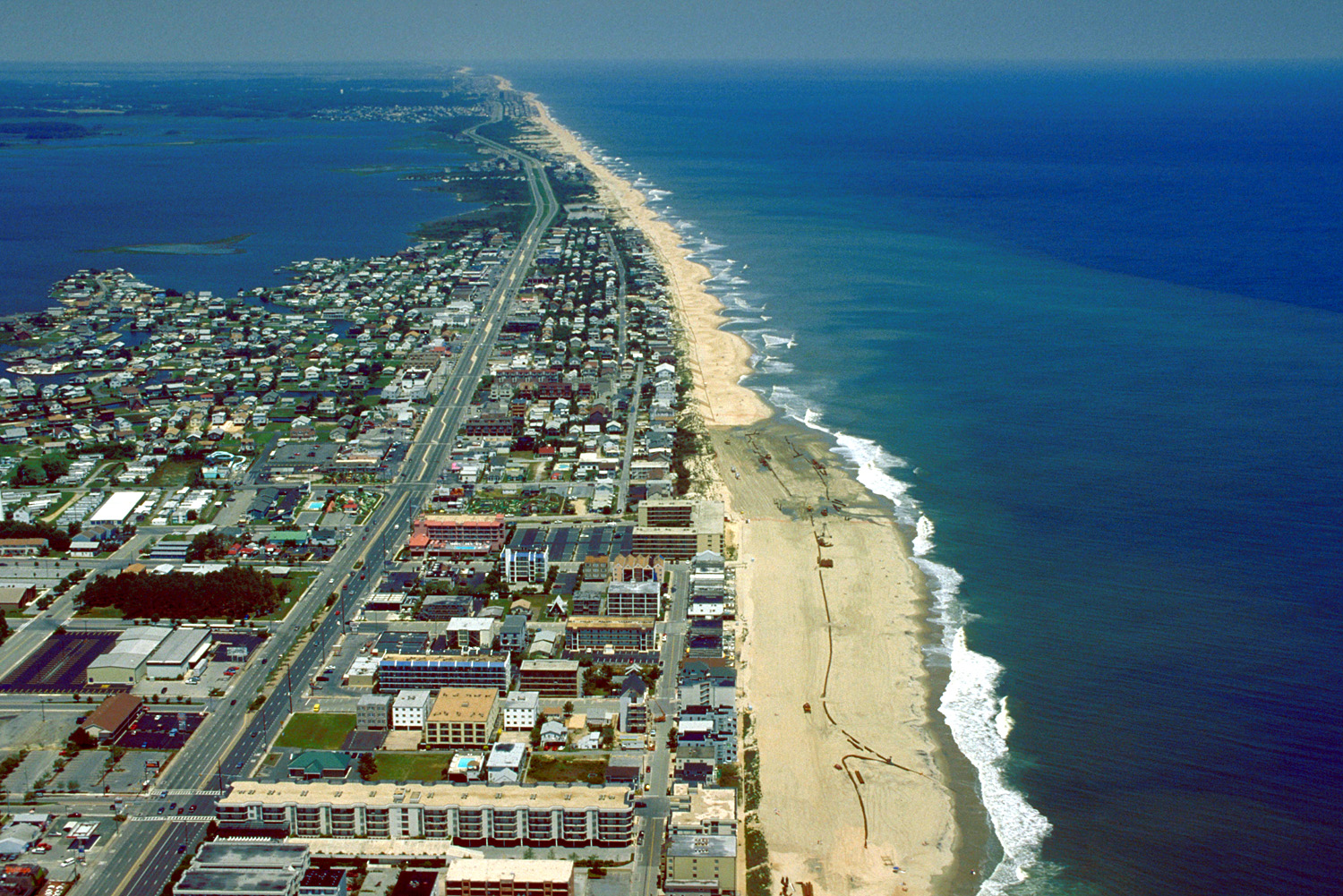
Ocean City nel 1998

Un giorno viene inviato a Ocean City, Maryland, per stendere un rapporto su alcuni lotti trattati dall'agenzia. Durante il viaggio in treno conosce Annabelle Strang e, in città, accetta un lavoro offertogli dal colonnello Wedgewood nella sua compagnia immobiliare, i cui altri due soci sono il dottor Strang, padre di Annabelle, e Obadiah Ames, il bottegaio del villaggio. Johnny stringe una relazione con Annabelle, nonostante abbia sentito voci che la definiscono di facili costumi, e le nozze sono annunciate per il 15 novembre 1909. Annabelle confida a Johnny (che lei decide di chiamare "Ward", perché più distinto) di essere incinta, e la coppia parte per una lunga luna di miele in Europa.
Sul transatlantico Teutonic incontra Oppenheimer, un banchiere con molte conoscenze che frequenterà durante il suo soggiorno a Parigi. Nella capitale Ward studia francese alla Berlitz e trova lavoro nella redazione locale del giornale di Gordon Bennett The New York Herald. Annabelle consulta uno specialista che si trova d'accordo con lei sulla necessità di interrompere la gravidanza e, dopo l'intervento, va a trascorrere un periodo di convalescenza a Nizza, ufficialmente per una tonsillite, lasciando Ward da solo a Parigi. Durante un pranzo in un lussuoso ristorante, Oppenheimer presenta a Ward il direttore di un'acciaieria a Pittsburgh, McGill, il quale trova eccellenti le idee di Ward in campo pubblicitario e lo invita ad andarlo a trovare se avesse occasione di trovarsi a Pittsburgh. Annabelle rientra da Nizza con la notizia del fallimento dell'impresa immobiliare a Ocean City, decisa a rientrare negli Stati Uniti il più presto possibile. Nel febbraio del 1910, a bordo del transatlantico La Touraine, la coppia torna nella casa del dottor Strang a Filadelfia. Ward trova lavoro al giornale Public Ledger e una sera, rientrando a casa, sorprende Annabelle in compagnia di un altro uomo. Lascia quindi la casa e parte per Pittsburgh.
A Pittsburgh Wad trova lavoro come reporter al Times Dispatch, trascorrendo sei mesi a occuparsi di piccoli fatti di cronaca. Casualmente incontra McGill, che lo ingaggia per dirigere la pubblicità di una fabbrica di mobili in metallo. Conosce Gertrude Staple, di famiglia agiata, la quale sarebbe disposta a sposarlo ma non può opporsi alla volontà della famiglia. Nel frattempo pianifica una campagna di promozione per l'intera industria metalmeccanica, di lunga durata, da contrapporre ai giornalisti "sentimentali" che definiscono "feudali" le condizioni di Pittsburgh, e McGill gli crea un ufficio apposito. La posizione economica di Ward inizia a divenire solida, il padre di Gertrude muore e i due si sposano, partendo per una lunga luna di miele in Europa sul transatlantico Deutschland.

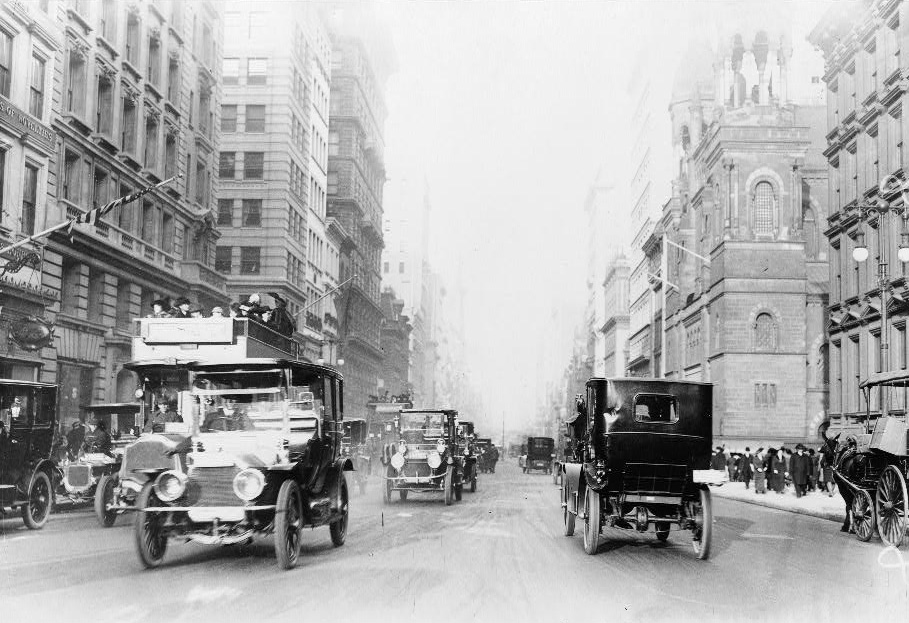
La Fifth Avenue nel 1918

Ward, allora trentaduenne, anticipa il rientro dall'Europa a causa del conflitto, lasciando la Gran Bretagna il giorno della dichiarazione di guerra (4 agosto 1914) e apre un ufficio di pubbliche relazioni a New York, sulla Fifth Avenue. A Chicago organizza un incontro tra il giudice Bowie C. Planet, rappresentante di interessi capitalistici, e G.H. Barrow, sindacalista, persuadendoli che solo la cooperazione tra capitale e lavoro potrebbe essere vantaggiosa per entrambi, specialmente sfruttando le opportunità offerte dall'industria bellica.
Da questo punto in poi la storia di Moorehouse viene narrata attraverso quelle di Eleanor Stoddard e di Janey.

### Eleanor Stoddard
Al personaggio di Eleanor Stoddard sono dedicati 4 capitoli.

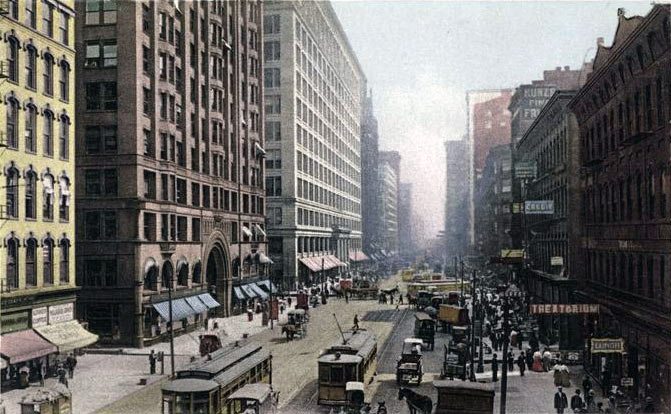
Chicago, State Street, 1907

Eleanor Stoddard cresce in una famiglia di Chicago, odiando l'odore di sangue che emana dal padre, impiegato ai macelli. L'unica persona con la quale va d'accordo è Miss Oliphant, la sua insegnante di inglese, che la introduce al mondo dell'arte. Alla morte della madre Eleanor, allora diciottenne, si trasferisce in un pensionato, lavorando di giorno in un negozio e di pizzi e la sera frequentando l'Art Institute. Nella galleria dell'Art Institute conosce casualmente Eveline Hutchins, figlia di un pastore unitariano, alla quale racconta che il proprio padre è un pittore che vive a Firenze. Eleanor entra in rapporti di amicizia con Eveline, iniziando a frequentare ambienti di una classe sociale più elevata. Al negozio di pizzi Eleanor, per il suo aspetto, viene scambiata per francese dai clienti, quindi la proprietaria decide di pagarle venti lezioni alla Berlitz per dare "un'aria di chic" al negozio. Eleanor e Eveline, insieme al pittore Eric Engstrom, iniziano a frequentare l'istruttore di francese, Maurice Millet, anche al di fuori delle lezioni. Dopo una visita alla casa di Shuster, un mercante d'arte della cerchia di Eveline, Millet commenta la scarsa qualità delle opere presentate con "Tout ça c'est affreusement pompier". Eleanor rimane confusa, ma Eveline e Eric ritengono di aver capito che gli Schuster si intendono d'arte come un gruppo di pompieri. In quel periodo Eric trova lavoro al reparto decorazione di interni dei magazzini Marshall Field's, mentre Eveline si innamora di Maurice, non corrisposta. Eric e Maurice vivono insieme, condividendo lo stesso letto, e Eleanor è lieta di conoscere dei ragazzi che non siano brutali con le donne. Eveline parte per l'Europa con la famiglia e Eleanor viene assunta ai magazzini Marshall Field's.
Eleanor si trasferisce all'hotel Ivanhoe, dove conosce la signorina Eliza Perkins, un'anziana che si presume sia molto ricca. Poco dopo il ritorno di Eveline dall'Europa, la signorina Perkins muore, lasciando tre milioni di dollari a un ricovero per ragazze sbandate e una spilla di diamanti a forma di locomotiva a Eleanor. Dopo alcuni anni trascorsi da Marshall Field's Eleanor viene convinta da Eveline a lasciare il lavoro, per avviare insieme uno studio di decorazione di interni. Nei primi tempi il lavoro stenta ad arrivare, ma finalmente le donne riescono a ottenere un contratto per i costumi di scena di uno spettacolo teatrale a New York.

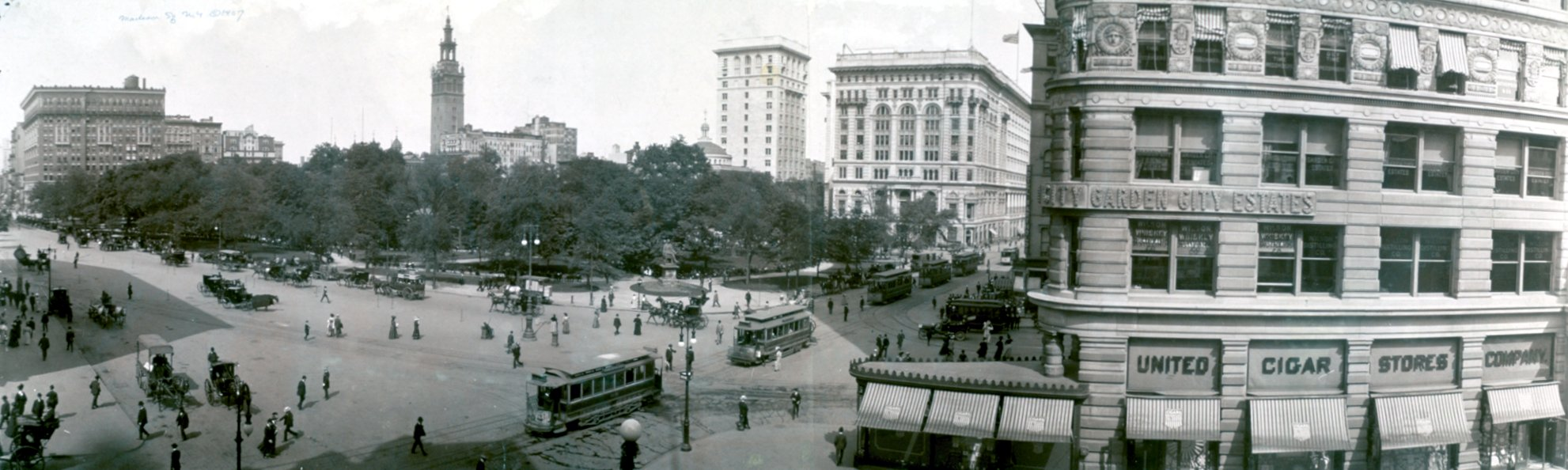
New York: Madison Square vista dall'angolo tra la Quinta Avenue e la 23ª Strada, 1908. L'ufficio di Eleanor Stoddard è immaginato dal lato opposto della piazza.

Lo spettacolo, dopo una fase caotica di preparazione, si rivela un fiasco dopo due settimane. Eveline rientra a Chicago, mentre Eleanor rimane a New York per aprire un altro studio di decorazione di interni, aiutata dalla sua vecchia cliente Sally Emerson, che le fa conoscere molta gente ricca. Eleanor ottiene l'incarico della decorazione della casa che Moorehouse sta costruendo vicino a Great Neck. Entra in ottimi rapporti di amicizia con Ward, che diventa il suo consulente finanziario, e apre un ufficio in Madison Avenue, il primo isolato dopo Madison Square. Dopo qualche tempo Ward le spiega che sua moglie non comprende la loro relazione puramente platonica, minacciando non solo il divorzio ma anche la bancarotta dell'impresa di Ward, che comporterebbe di conseguenza il fallimento dell'attività di Eleanor. Mentre si reca a un appuntamento con Ward, un'edizione straordinaria dei giornali comunica l'imminente entrata in guerra degli Stati Uniti. Ward comunica a Eleanor di avere offerto i propri servigi al governo e viene quindi ingaggiato al Committee on Public Information, la speciale organizzazione propagandistica creata dal presidente Wilson basata sulla manipolazione dell'opinione pubblica. Prima di partire per Washington decide però di organizzare un incontro tra Eleanor e la moglie Geltrude: le due donne si rappacificano, Gertrude assicura a Ward il supporto economico necessario per poter lavorare gratuitamente per il governo e l'appoggio della madre per evitargli di andare al fronte, mentre Eleanor decide di andare in Francia come crocerossina.

### Charley Anderson
Al personaggio di Charley Anderson è dedicato l'ultimo capitolo.
Charley Anderson è originario di Fargo, dove la madre gestisce una pensione per ferrovieri vicino alla stazione della linea Northern Pacific, mentre il padre si è trasferito a Ovest per problemi polmonari. Il fratello Jim gli trova un posto a Minneapolis, nell'autorimessa del vecchio Vogel, un socialista tedesco. A Minneapolis Charley conosce i fratelli Buck e Slim Jones, due poco di buono. Il giorno del Labor Day, Charley, senza patente, prende un furgone per fare un giro con i fratelli Jones, ma si schianta contro un palo del telegrafo cercando di sfuggire alla polizia. Vogel lo butta fuori e Charley torna a Fargo. A diciassette anni lascia di nuovo la piccola città e torna a Minneapolis, dove conosce Ed Walters che lo fa assumere alla giostra di Svenson nel parco divertimenti. I due frequentano le figlie di Svenson, Emiscah e Zona. Alla chiusura del parco divertimenti Charley trova lavoro come aiutante meccanico nei laboratori della ferrovia Northern Pacific a Saint Paul, mentre l'amico Ed campa di lavoretti occasionali. Nel febbraio 1915 Charley viene colpito dalla difterite. Uscito dall'ospedale, scopre che l'amico Ed ha lasciato Zona ed è fuggito dopo aver messo incinta Emiscah: Charley promette a Emiscah di sposarla, ma le procura comunque delle pillole abortive. Charley perde il lavoro in ferrovia e decide di lasciare Emiscah.
Il fratello Jim lo manda a Chicago, dove trova lavoro in una stazione di servizio, ma il proprietario lo licenzia dopo che è stato arrestato per aver partecipato a una manifestazione della IWW. Charley si sposta quindi verso sud e trova lavoro in un garage di Louisville, dove divide la camera con un anarchico italiano di nome Grassi, fuggito per evitare la chiamata alle armi. Grassi gli parla delle grandi officine FIAT di Torino, gli insegna a mangiare spaghetti, bere vino rosso e suonare Funiculì funiculà con la fisarmonica. Nel gennaio 1916, insieme a Grassi, lascia Louisville dirigendosi verso New Orleans, per assistere alla sfilata del martedì grasso. Grassi è preoccupato per l'imminente entrata in guerra degli Stati Uniti e si imbarca come aiuto-macchinista su una nave diretta in Sud America, lasciando la fisarmonica a Charley che, esauriti gli scarsi risparmi, la vende a un certo Doc, incontrato in una taverna. Con il ricavato Charlie compra un biglietto di terza classe sul piroscafo Momus, diretto a New York.

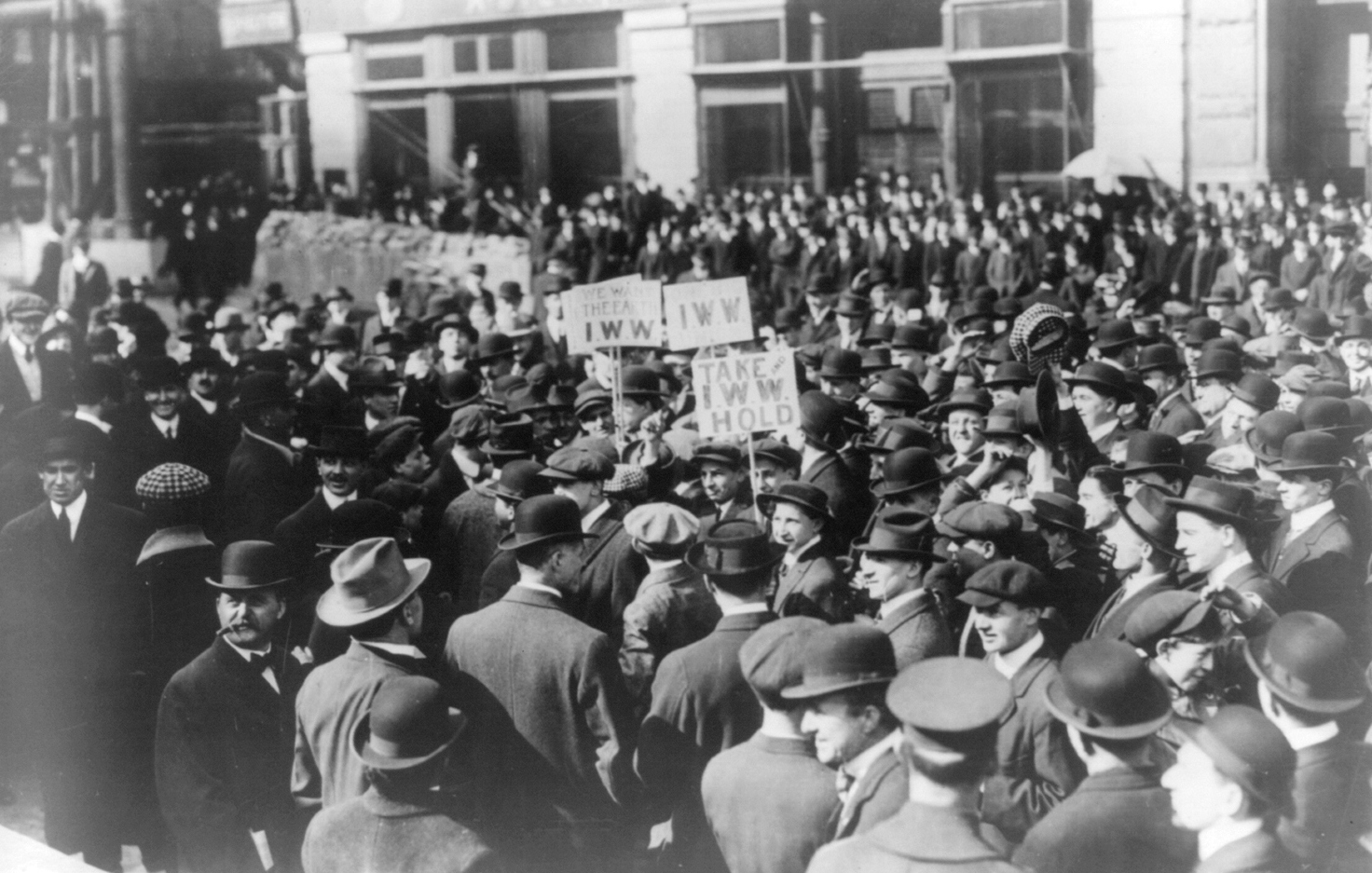
Dimostrazione IWW a New York, 1914

Sul piroscafo Charley incontra nuovamente Doc, anche lui diretto a New York per arruolarsi come volontario nel corpo ambulanze, che gli suggerisce di arruolarsi come meccanico nello stesso corpo. Doc ritiene così di avere l'occasione di assistere a una grande guerra prima che tutto vada a pancia all'aria, però non apprezza l'idea di sparare a uomini bianchi con i quali non è in lite: se gli "unni" fossero negri, avrebbe un'opinione differente. Giunti a New York apprendono dai giornali dell'entrata in guerra degli Stati Uniti. In un bar Charley conosce Benny Compton, il fratello di una collega di Janey nell'ufficio di Moorehouse, il quale gli spiega che Moorehouse sta preparando una campagna di propaganda interventista per scongiurare il pericolo di una rivoluzione, mandando i lavoratori al fronte, dove non possano ribellarsi. Intanto a New York si moltiplicano i tumulti tra pacifisti e interventisti, e Charley e Doc si defilano per evitare di essere arrestati e perdere l'imbarco per l'Europa. Dopo una settimana salgono sul transatlantico Chicago per raggiungere il fronte.

### G.H. Barrow
Al personaggio di G.H. Barrow non è dedicato alcun capitolo, ma la sua figura si intreccia spesso con alcuni protagonisti.
Compare prima a Chicago, in un incontro con il giudice Planet mediato da Moorehouse. Successivamente McCreary lo trova a Città del Messico, dove si è recato al seguito di Moorehouse, mentre Janey, che ha già lavorato alle sue dipendenze, ha modo di conoscerlo più a fondo durante il viaggio di ritorno dal Messico e poi a New York, dove Barrow chiede la sua mano. Janey rifiuta la proposta inviandogli un telegramma: «RESTIAMO BUONI AMICI».

## I personaggi reali

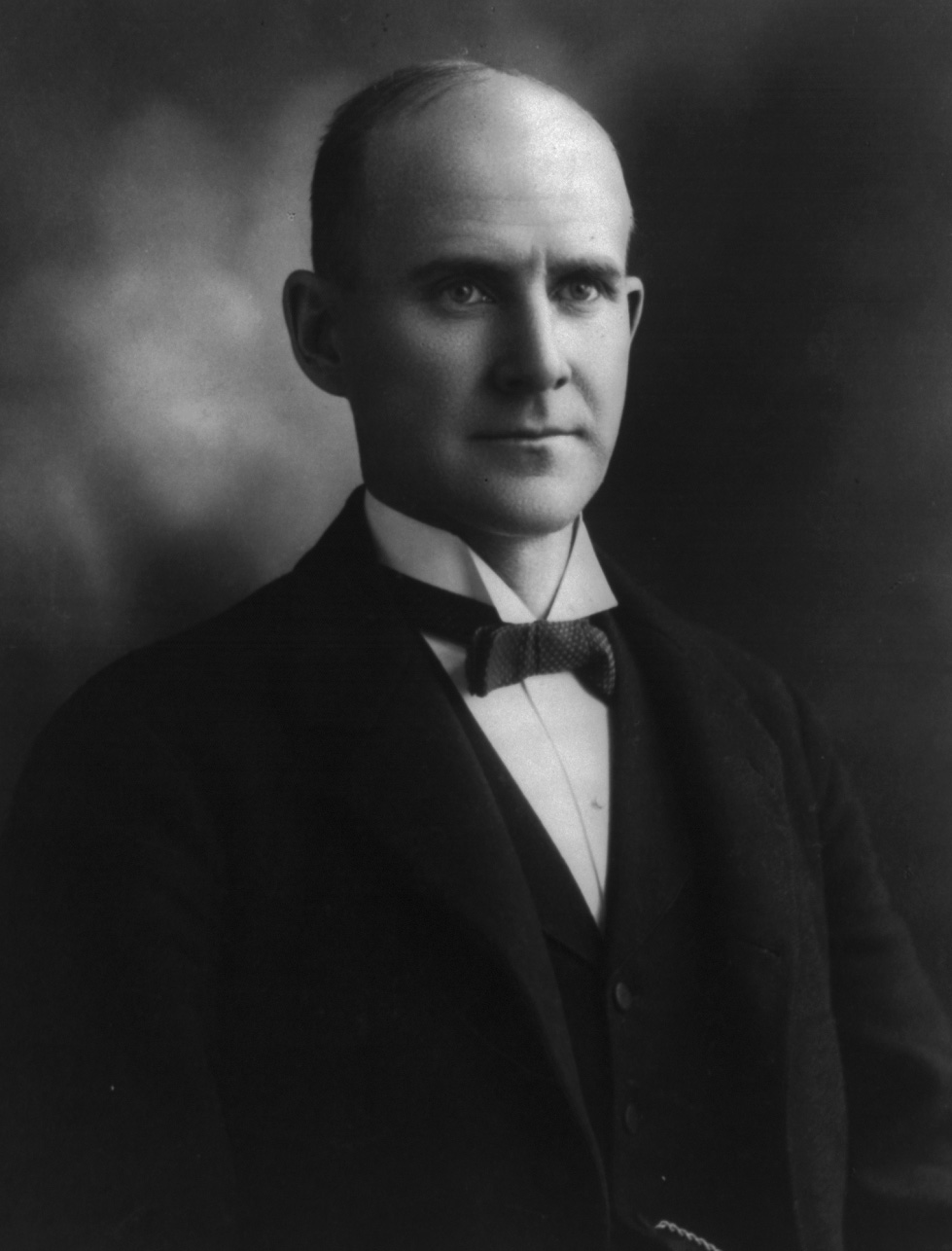
Gene Debs

### Gene Debs
A Eugene Victor Debs, indicato come Gene Debs, è dedicata la biografia intitolata Amante dell'Umanità. Debs (1855-1926) è stato un sindacalista statunitense, candidato alle elezioni presidenziali del 1900 per il Partito Socialdemocratico d'America (Social Democratic Party of America).

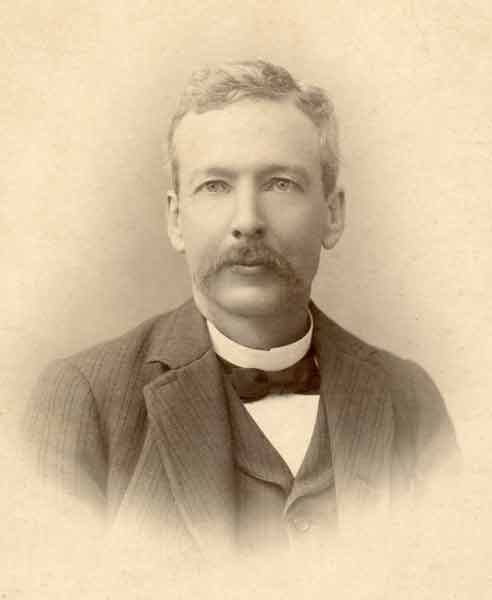
Luther Burbank

### Luther Burbank
A Luther Burbank è dedicata la biografia intitolata Il Mago delle Piante. Burbank (1849-1926) è stato un botanico statunitense, pioniere dell'agronomia, che ha creato numerosissime varietà ibride di vegetali.

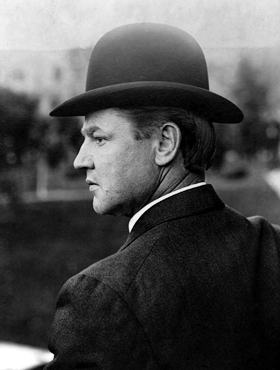
Bill Haywood

### Bill Haywood
A William Dudley Haywood, meglio conosciuto come Big Bill Haywood, è dedicata la biografia intitolata Big Bill. Haywood (1869-1928) è stato un sindacalista statunitense.

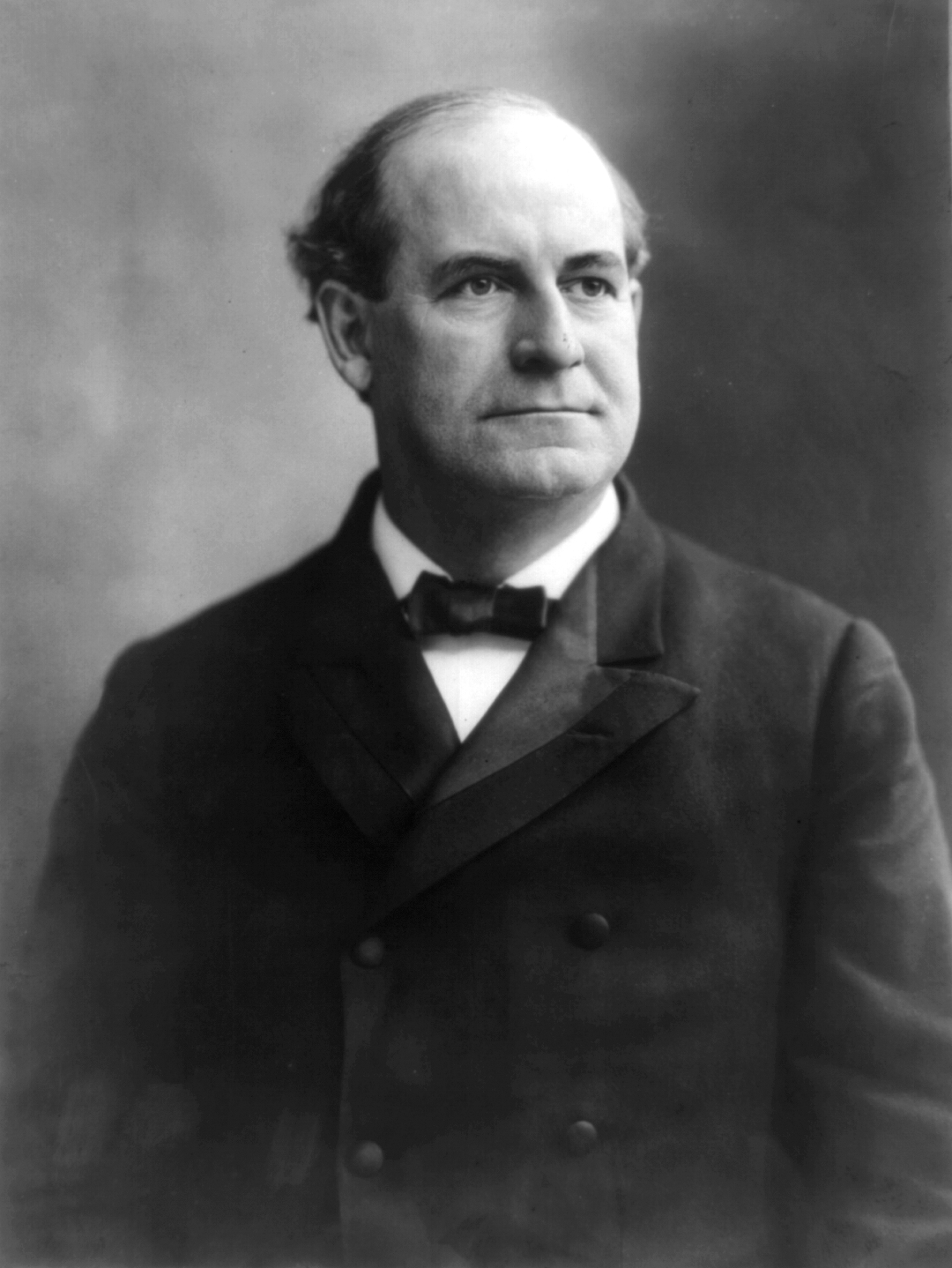
William Bryan

### William Jennings Bryan
A William Jennings Bryan è dedicata la biografia intitolata Il Ragazzo Oratore del Platte. Bryan (1860-1925) è stato candidato alle elezioni presidenziali del 1896, 1900 e 1908, e Segretario di Stato del presidente Woodrow Wilson dal 1913 al 1915.

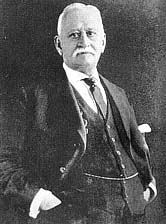
Minor Keith

### Minor C. Keith
A Minor C. Keith è dedicata la biografia intitolata Imperatore dei Caraibi. Keith (1848-1929) è stato un imprenditore statunitense, tra i fondatori della United Fruit Company.

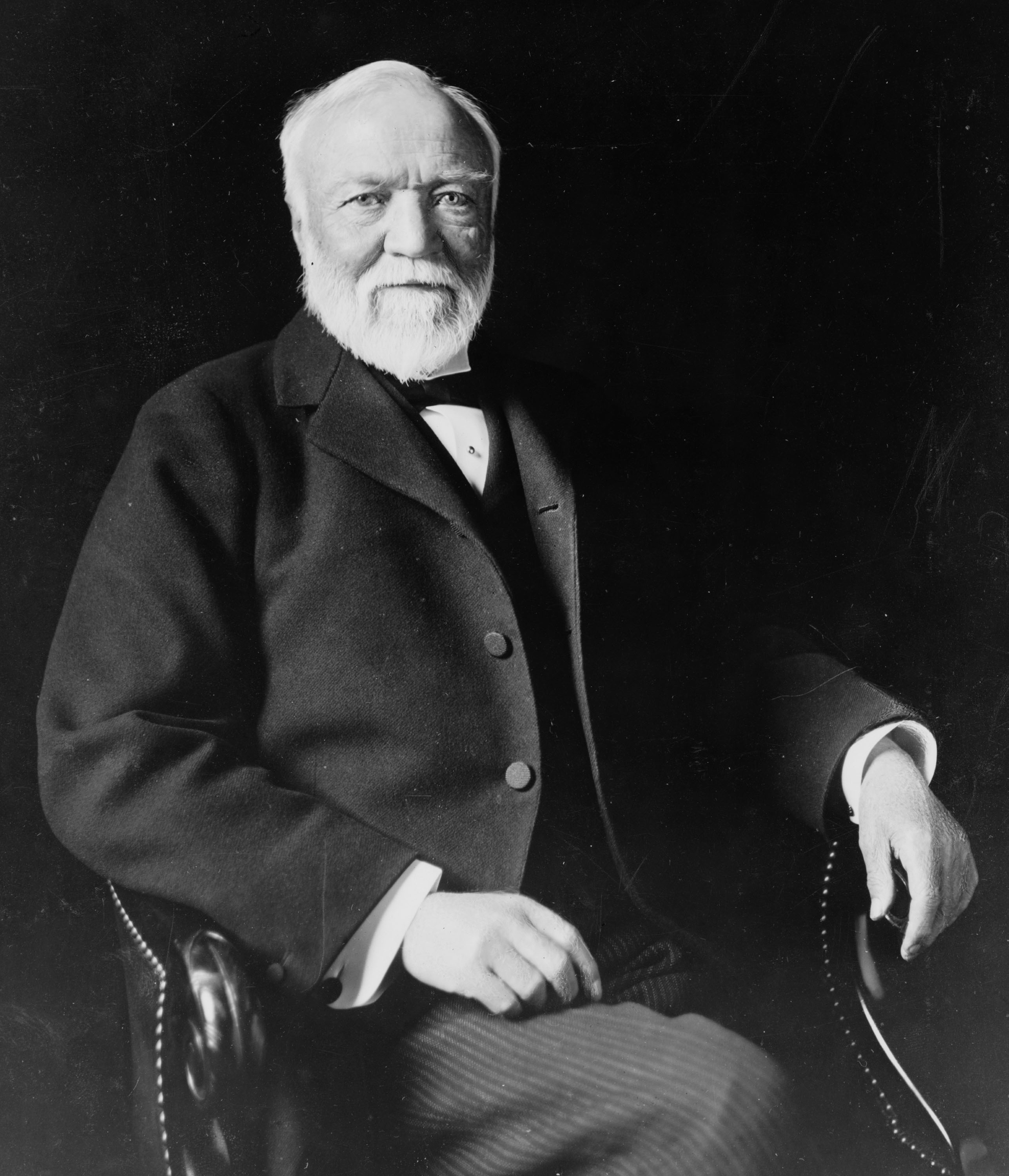
Andrew Carnegie

### Andrew Carnegie
Ad Andrew Carnegie è dedicata la biografia intitolata Principe della Pace. Carnegie (1835-1919) è stato un imprenditore scozzese naturalizzato statunitense, famoso per le sue opere filantropiche.

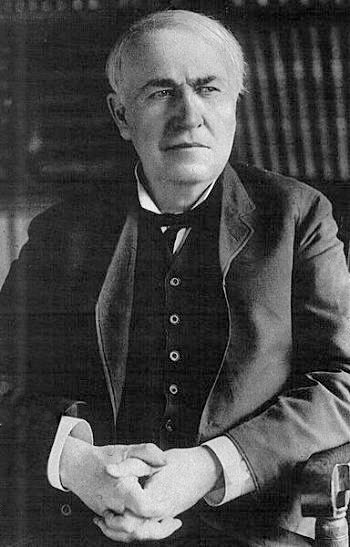
Thomas Edison

### Thomas Alva Edison
A Thomas Alva Edison è dedicata la biografia intitolata Il Mago dell'Elettricità. Edison (1847-1931) è stato un inventore e imprenditore statunitense, noto per molte invenzioni rivoluzionarie.

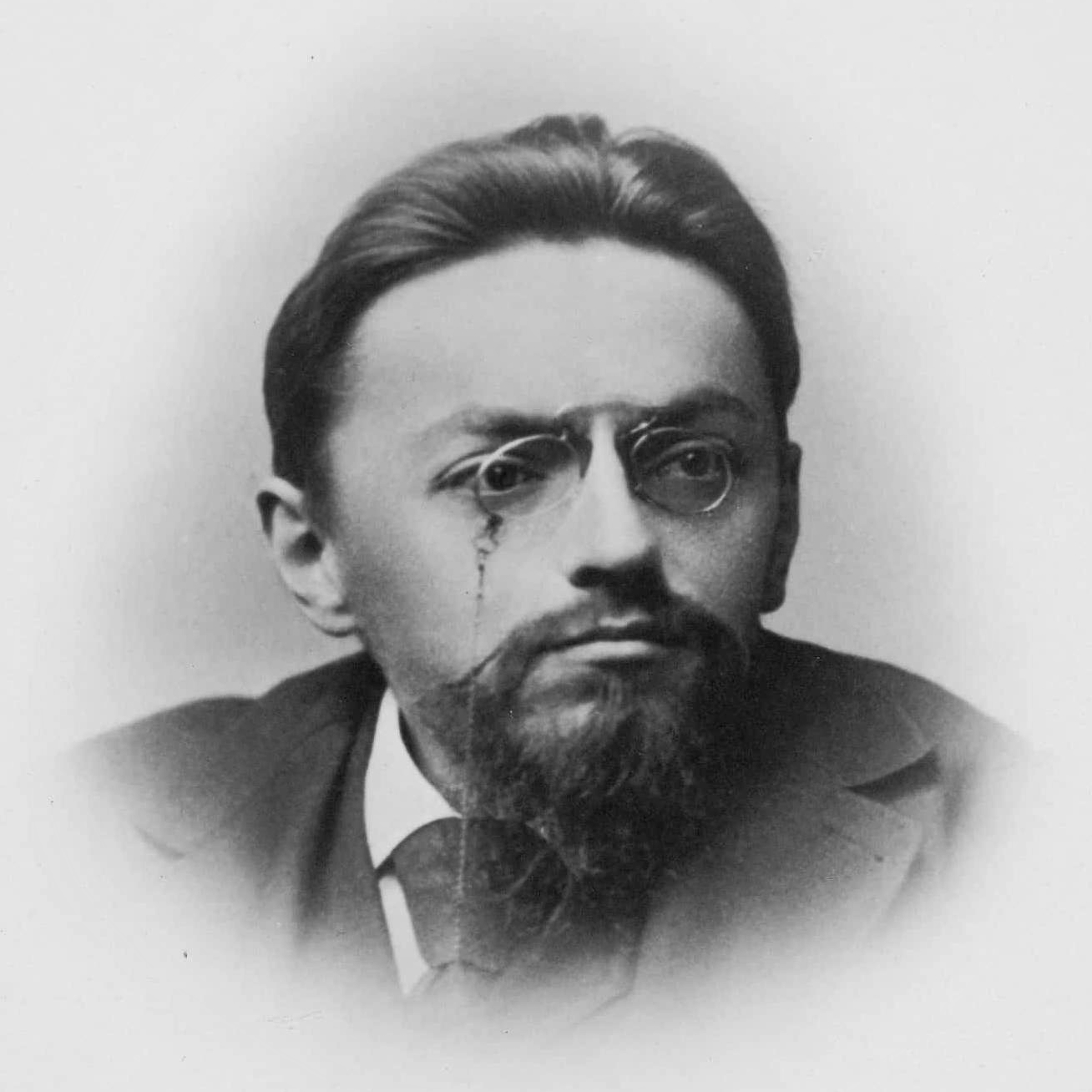
Charles Steinmetz

### Charles Proteus Steinmetz
A Charles Proteus Steinmetz è dedicata la biografia intitolata Proteo. Steinmetz (1865-1923) è stato un matematico e ingegnere elettrico tedesco naturalizzato statunitense.

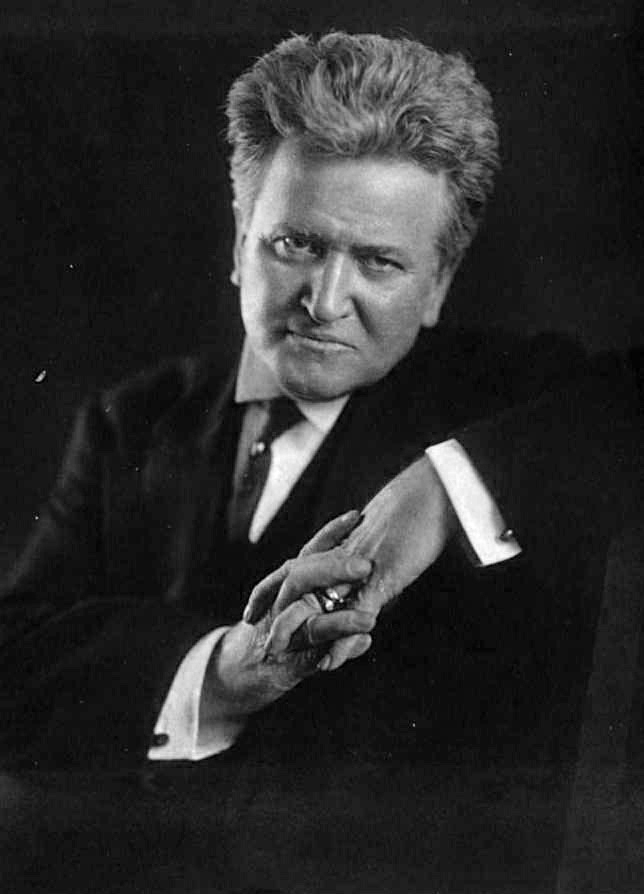
Robert M. La Follette

### Robert M. La Follette
A Robert M. La Follette è dedicata la biografia intitolata Bob il combattente. La Follette (1855-1925) è stato un uomo politico statunitense, membro della Camera dei Rappresentanti per tre mandati, Governatore del Wisconsin dal 1901 al 1906 e Senatore dal 1906 al 1925. È stato inoltre candidato alle primarie per le elezioni presidenziali del 1912 e del 1924.

## Gli avvenimenti

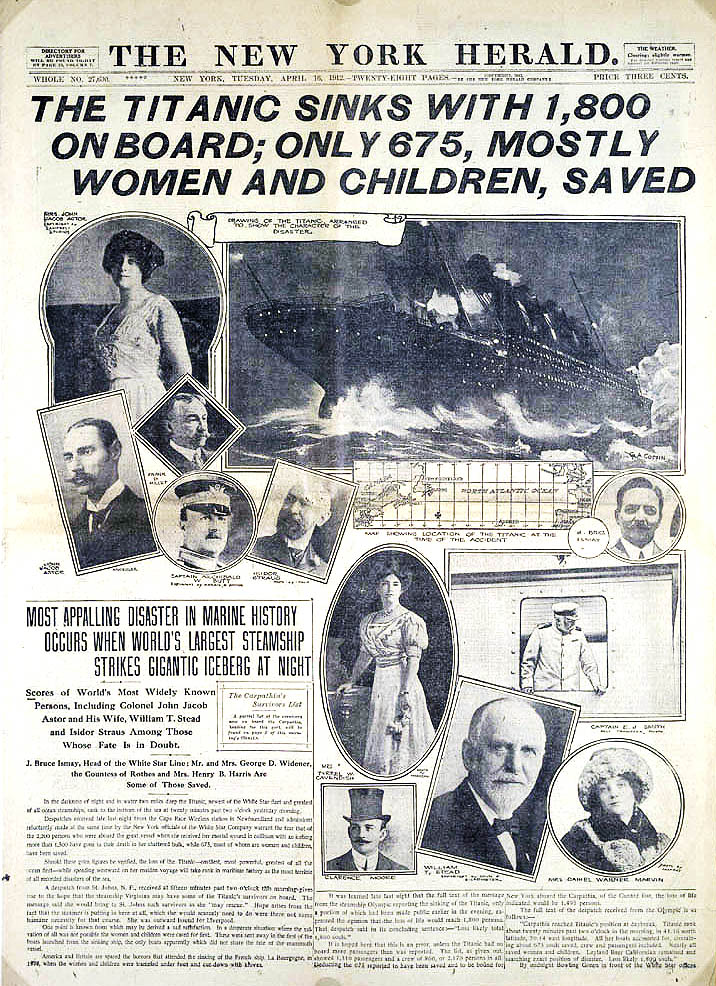
Il naufragio del Titanic su The New York Herald, 1912

I principali avvenimenti riportati nelle sezioni definite "cine-giornale" sono:
- inizio del Novecento
- eventi della Guerra filippino-americana — 1899-1902
- 23 aprile 1906: in Russia concessione della Costituzione da parte dello zar Nicola II
- 13 ottobre 1909: fucilazione dell'anarchico catalano Francesc Ferrer i Guàrdia
- 14-15 aprile 1912: naufragio del Titanic
- 20 maggio 1912: rivolta della Agrupación Independiente de Color contro la discriminazione razziale a Cuba
- 10 febbraio 1913: notizia della morte di Robert Falcon Scott e di altri quattro membri della Spedizione Antartica Terra Nova
- febbraio 1913: morte dell'imperatrice cinese Lung Yu
- 31 luglio 1914: assassinio del politico francese Jean Jaurès
- 3 agosto 1916: impiccagione dell'indipendentista irlandese Roger Casement
- 6 aprile 1917: gli Stati Uniti dichiarano guerra alla Germania

## Critiche
Secondo Keith Booker il romanzo presenta elementi sia razzisti sia sessisti, poiché «la sua gamma "rappresentativa" di personaggi non contiene alcun non-bianco, e i personaggi afro-americani, asiatici e ispanici che fanno brevi apparizioni sono conformi ai denigratori stereotipi razziali. Molti dei personaggi femminili di Dos Passos presentano anche meno attività o capacità di gioia dei maschi».

## Influenze
La struttura narrativa de Il 42º parallelo è stata ripresa da John Brunner nel suo romanzo distopico del 1968 Tutti a Zanzibar (titolo originale: Stand on Zanzibar), premio Hugo nel 1969.
Tra gli altri autori influenzati dal romanzo di Dos Passos si possono ricordare Chaim Potok, Jean-Paul Sartre e Carlos Fuentes.
Secondo il filosofo Gilles Deleuze l'opera di Dos Passos ha anche influenzato il cinema neorealista italiano, specialmente Paisà di Roberto Rossellini.

### Edizioni
- (EN)  John Dos Passos, The 42nd Parallel, New York, Harper & Brothers, 1930.
- John Dos Passos, Il 42º parallelo, collana Medusa, traduzione di Cesare Pavese, vol. 27, Milano, Arnoldo Mondadori Editore, febbraio 1934.
- (EN) John Dos Passos, U.S.A. - I. The 42nd Parallel - II. Nineteen Nineteen - III. The Big Money (PDF), New York, Random House, 1937.
- John Dos Passos, Il 42º parallelo, collana Il Bosco, traduzione di Cesare Pavese, Milano, Mondadori, 1967.